# 샌프란시스코의 마지막 흑인 사나이
《샌프란시스코의 마지막 흑인 사나이》(영어: The Last Black Man in San Francisco)는 2019년 개봉한 미국의 흑인 드라마 영화이다. 브래드 피트의 플랜 B 엔터테인먼트에서 제작하여 조 탤벗 감독이 연출한다.

## 출연진
- 지미 페일스 - 본인
- 조너선 메이저스
- 대니 글러버
- 티치나 아널드
- 롭 모건
- 마이크 엡스
- 핀 위트록
- 소라 버치